# Несвіжий (геральдика)
Несвіжий — технічний термін у геральдиці, який використовується для опису риби з відкритим ротом. Навпаки, риба із закритим ротом зображена як жива.
Ці два терміни також використовуються аналогічно для опису геральдичної тварини дельфіна. У дельфіна також відрізняється колір очей, бороди, гребінця і вух.
У «Критичному словнику геральдичної термінології» Курта О. фон Кверфурта (Curt O. von Querfurth), стор. 2 і 16, ставиться під сумнів необхідність використання цих термінів в описі герба, оскільки вважається, що неважливо, відкритий чи закритий рот риби.